# Daner Pachi
Daner Jesús Pachi Bozo (Mapiri, Bolivia; 1 de enero de 1984) es un exfutbolista boliviano. Jugaba como centrocampista en FATIC de la Asociación de Fútbol de La Paz.

## Selección nacional
- Ha jugado partidos por la selección boliviana.
- Ha participado de las clasificatorias para los mundiales 2006 y 2010.

## Clubes
| Club              | País    | Año           |
| ----------------- | ------- | ------------- |
| Bolívar           | Bolivia | 2001 - 2007   |
| Jorge Wilstermann | Bolivia | 2007          |
| Bolívar           | Bolivia | 2008          |
| LDU Portoviejo    | Ecuador | 2009          |
| Bolívar           | Bolivia | 2009          |
| Espoli            | Ecuador | 2010          |
| Guabirá           | Bolivia | 2010          |
| Real Potosí       | Bolivia | 2010 - 2011   |
| Aurora            | Bolivia | 2011 - 2012   |
| Sport Boys Warnes | Bolivia | 2013 - 2014   |
| San José          | Bolivia | 2014 - 2015   |
| Always Ready      | Bolivia | 2016          |
| 31 de Octubre     | Bolivia | 2016 - 2017   |
| FATIC             | Bolivia | 2018-presente |

## Palmarés

### Títulos nacionales
| Título           | Club    | País    | Año           |
| ---------------- | ------- | ------- | ------------- |
| Primera División | Bolívar | Bolivia | 2002          |
| Primera División | Bolívar | Bolivia | Apertura 2004 |
| Primera División | Bolívar | Bolivia | Clausura 2006 |